# Vinho quinado
O vinho quinado é uma espécie de vinho (geralmente baseada no vinho do Porto) prevalente em Portugal e no Brasil, ao qual foi adicionada a quinina, pelo que recebe propriedades terapêuticas relacionadas ao tratamento da febre, da malária e da falta de apetite.